# Feria internacional del caballo

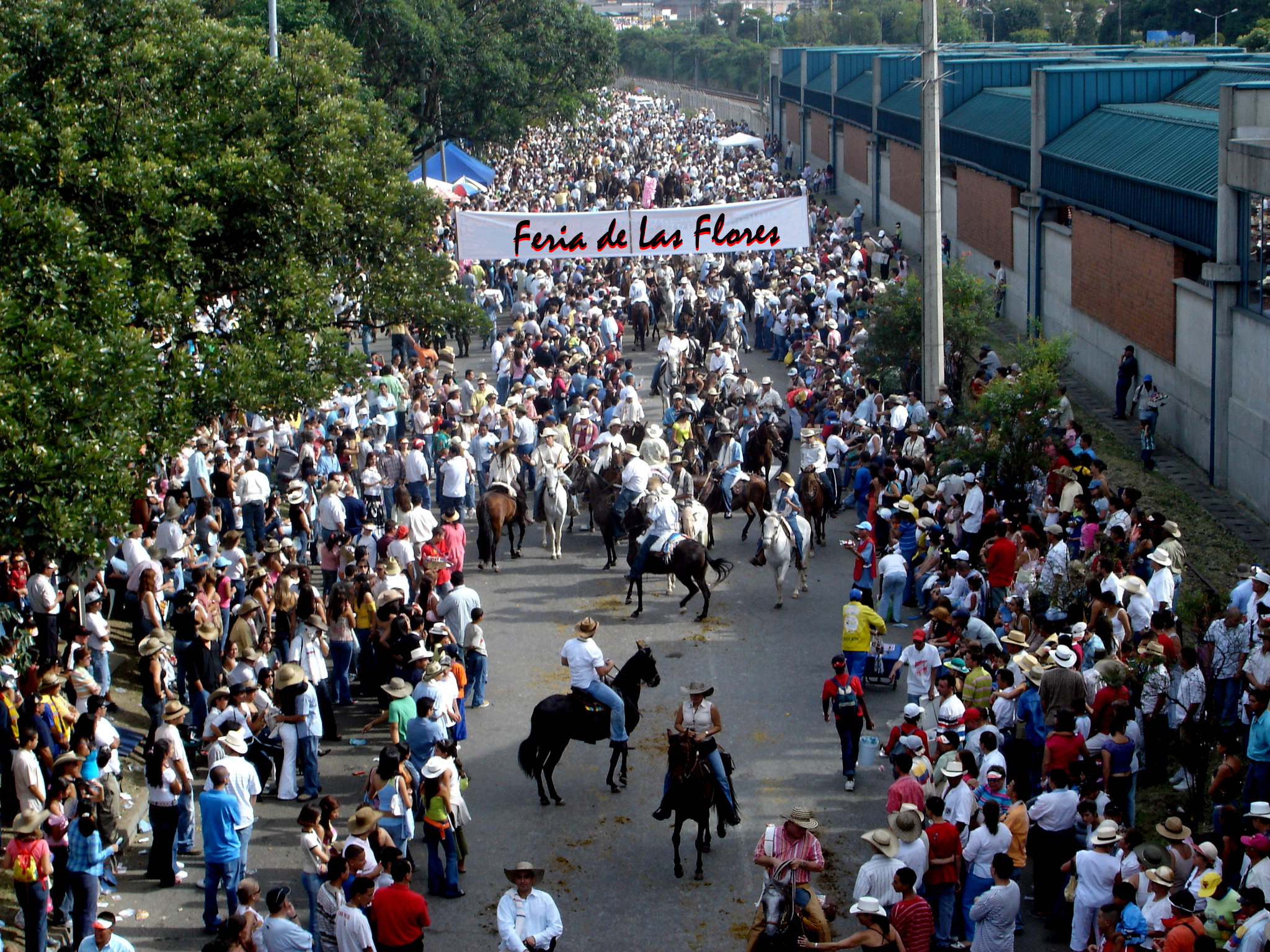
Cabalgata de Medellín, plusmarca mundial record Guinness.

La Feria internacional del caballo o cabalgata es un evento equino y ecuestre que se celebra anualmente en Medellín, por tradición de marcada vocación caballista. Medellín ha obtenido dos veces la plusmarca mundial del record Guinness como ejecutor de las mayores cabalgatas del planeta.

## Salón Internacional delCaballo
A partir de 2009, a la tradicional Feria Internacional del Caballo se le adicionó como complemento una nueva y ambiciosa exposición, el Salón Internacional del Caballo, una lujosa muestra de corte internacional para exhibir, disfrutar y negociar razas, ejemplares y complementos, a la cual asisten, además del público en general, especialistas, fanáticos y empresarios del mundo equino.
Esta exhibición se creó con el objeto de cultivar e internacionalizar más la vocación paisa por los caballos, y de alimentar esta tradicional cultura antioqueña como parte esencial de sus tradiciones.
La idea surgió del deseo de crear un Salón Exposición anual permanente en la ciudad, que ofrezca a la vez a la ciudadanía y sus visitantes una forma alterna y novedosa de esparcimiento, parecida a las que se realizan en otros países, e institucionalizar la de Medellín como un evento anual continuo para que "Medellín llegue a ser la capital latinoamericana del caballo", según indica el caballista Hernán Vélez, miembro de la junta directiva del evento.
Ferias como el gran salón internacional del caballo en Berlín, el salón del caballo de París y la de Sevilla, congregan miles de personas y le generan ingresos a las ciudades.
Durante el evento en Medellín, cada raza equina muestra su especialidad, y el público puede disfrutar tanto de los ejemplares y su particular belleza, como de las destrezas que saben y pueden ejecutar.

## Un espectáculo en lugar de una feria

El Salón del Caballo ofrece exhibiciones permanentes.

El Salón Internacional del Caballo de Medellín supera el concepto de las ferias equinas tradicionales destinadas para empresarios, conocedores, aficionados y fanáticos. Es, en cambio, un espectáculo, pensado por igual para conocedores y no conocedores, pues además de la alta especialización en el sector caballista ofrece al ciudadano y al turista no especializado alternativas de diversión y shows y propuestas novedosas para compartir en familia.
En el Salón se observa el Volteo, la Doma Vaquera, remates equinos, muestra de arriería, vaquería criolla, americana y mexicana, rejoneo, Potencia (Saltos), equinoterapia, parada de campeones, ciclos de conferencias sobre el tema, etcétera.

## Amplia variedad y participación
En el Salón Internacional del Caballo de 2009 se presentan más de 400 equinos, pertenecientes a algo más de 35 razas diferentes, que entre todos conforman los entretenidos espectáculos de cuatro días de duración para adultos y niños. Para los pequeños el Salón ofrece por ejemplo, entre otras diversiones, carruseles de ponis. 
La exhibición de los variados ejemplares es permanente, y los visitantes pueden contemplar de cerca caballos argentinos, portugueses, árabes, purasangre ingleses, españoles, appaloosas, cuarto de milla, caballos pintos y de salto, de tiro y ponis, entre otras razas. Y como es obvio, nuestro mundialmente exclusivo caballo de paso fino colombiano.
Algunas de las delegaciones que llegaron al Salón de 2009 provienen de España, Ecuador, Panamá, Costa Rica, Argentina, Guatemala y Estados Unidos. Los organizadores esperan más de 40.000 visitantes.

## Ambientes y actividades diversas

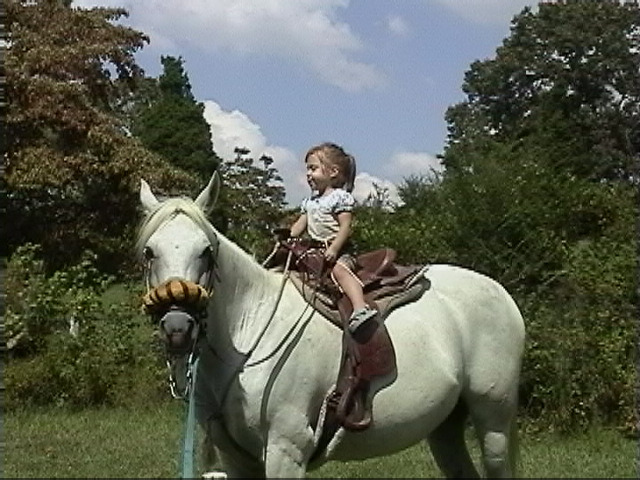
Variedad de razas y diversiones para los pequeños.

Entre la gran oferta de espectáculos, el Salón presenta:
- Carruseles de Ponis y otras monturas para niños.
- Shows de vaquería criolla, mexicana y americana, así como de rejoneo, polo, doma, salto, y otras aplicaciones del caballo, en medio de un agradable y pertinente ambiente musical.
- Espacios y materiales para conocer la historia del caballo en la Tierra, desde Atila, las cruzadas y la caballería armada, hasta la llegada del caballo a América con los conquistadores españoles y por fin, hasta la caballería contemporánea y sus diversos tipos de jinetes.
- Charlas sobre técnicas de herrería, veterinaria y enfermedades equinas conducidas por prestigiosos centros universitarios.
- Artistas y arte relacionados con el mundo equino.
- Ambientes y tabernas internacionales al aire libre, en los que se recrea y se ofrece lo más representativo de la culinaria y las bebidas de diferentes regiones y países.
- Senderos entre las mesas de los asistentes para que los ejemplares circulen en medio del público.

## Un buen negocio
Pese a que el Salón apenas acaba de ser creado, los organizadores esperan realizar muy buenos negocios desde ésta su primera versión.